# Église protestante unie d'Algérie
Ne doit pas être confondu avec Église protestante d'Algérie.
L’Église protestante unie d'Algérie, fondée au début de la colonisation, était une Église mixte réformée et luthérienne, organisée par l'État en lien avec les deux Églises protestantes reconnues de France, l’Église réformée et l’Église de la Confession d'Augsbourg. Elle a disparu en tant qu’Église unie en 1908, avec l'extension à l'Algérie de la séparation des Églises et de l'État.

## Historique
Très tôt de nombreuses familles protestantes émigrèrent en Algérie, venant de France et notamment d'Alsace, mais aussi de Suisse, de Scandinavie ou d'Allemagne. A Alger dès 1833, des notables réformés constituèrent une petite communauté libre, desservie à partir de 1835 par les pasteurs Roussel et Hoffmann, envoyés par la "Société d'évangélisation du Nord de l'Afrique", dite Société de Toulouse. Dès 1838 le Directoire de l'Église de la Confession d'Augsbourg demandait au gouvernement la création d'un poste pastoral à Alger pour desservir les colons luthériens. Une ordonnance royale du 31 octobre 1839 instituait à Alger une « Église consistoriale pour le culte protestant », composée d'un pasteur, d'un président et de douze anciens et prévoyait la possibilité de créer des oratoires protestants dans toute l'Algérie, desservis par des pasteurs auxiliaires dépendant dudit consistoire. Mais cette ordonnance omettait de rattacher ce nouveau consistoire à l'une ou l'autre des deux Églises protestantes reconnues.
Les notables réformés d'Alger obtenaient du Gouverneur général la nomination de membres du consistoire choisis parmi eux, puis ces derniers procédaient à la nomination d'un pasteur réformé de Marseille, M. Jean-François Sautter, sur le poste d'Alger. Le Directoire protestait auprès du Gouvernement, considérant que les colons luthériens étaient plus nombreux que les réformés. Le ministre des Cultes, dans sa réponse, lui indiquait que les lois françaises n'étaient pas de plein droit applicables en Algérie, que l'Église consistoriale d'Alger était une Église mixte et qu'un pasteur de la Confession d'Augsbourg pourrait être nommé sur l'un des postes de pasteur auxiliaire prévus. Une ordonnance royale du 10 juillet 1842 instituait en effet deux oratoires avec deux postes pastoraux auxiliaires l'un réformé à Oran, l'autre luthérien à Dély-Ibrahim. À Noël 1845, est inauguré le temple protestant d'Alger.

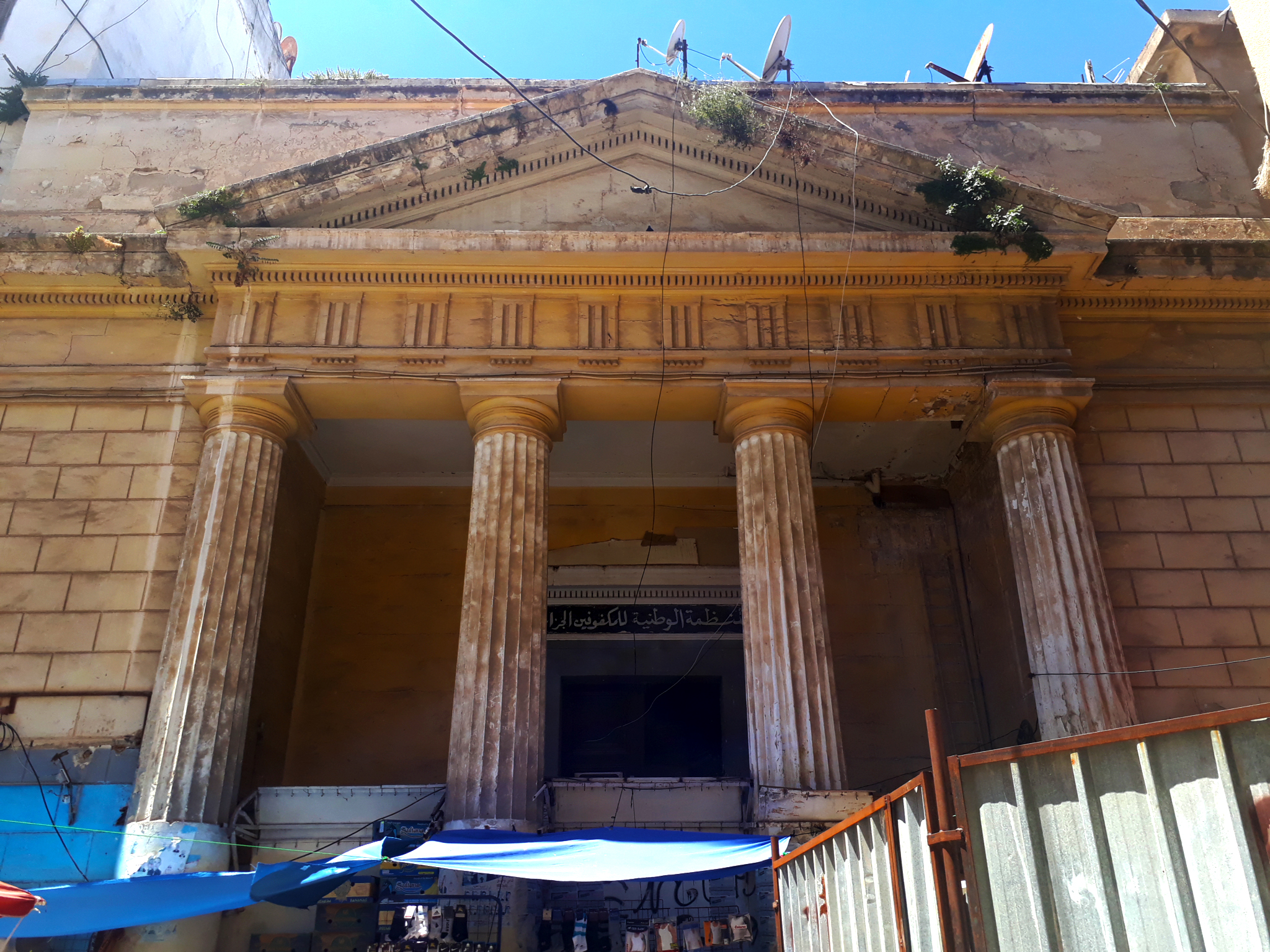
Façade du temple protestant d'Alger, mai 2019.

Sur proposition du Directoire, le pasteur alsacien Jacques Timothée Dürr était nommé à Dély-Ibrahim et installé le 21 janvier 1844. Par la suite il sera nommé pasteur à Bllida (1851) et à Alger (1860) où il restera jusqu'à sa mort en 1876. D'une activité sans limites, tout à tour pasteur, prédicateur, missionnaire, colporteur et administrateur, il tend à regrouper les luthériens de langue allemande et organise des communautés à Philippeville, Constantine, Bougie/Bédjaïa, Cherchell, Blida et Douera. Il cherche les protestants disséminés dans le bled et les montagnes, visite les camps militaires et annonce l'Évangile aux musulmans qui l'accueillent. Il est enfin le représentant officieux du Directoire de Strasbourg en Algérie. Il sera surnommé « l'apôtre de l'Algérie ».
À partir de 1852, de fortes tensions se manifestèrent entre réformés et luthériens, le consistoire d'Alger dominé par les premiers, persistant à vouloir nommer les pasteurs luthériens, alors que le Directoire de l'Église de la Confession d'Augsbourg entendait exercer cette attribution qu'il tenait désormais de l'article 11 du décret du 26 mars 1852. Un décret du 14 septembre 1859 maintenait en Algérie une administration commune des deux cultes, transformait les oratoires en paroisses, élargissait la composition du consistoire d'Alger et décidait que les pasteurs luthériens seraient bien nommés par le Directoire de Strasbourg et confirmés par le Gouvernement après consultation du consistoire d'Alger. Il prévoyait enfin que ce consistoire serait présidé, année après année, alternativement par le plus ancien des pasteurs réformés et le plus ancien des pasteurs luthériens. Cette question de la présidence devait soulever un nouveau conflit en 1866, le troisième pasteur M. Mouline, réformé, s'emparant de la présidence, alors que c'était le tour du second pasteur, le luthérien Dürr, ce qui obligea le Gouvernement à intervenir en faveur de ce dernier.
Un nouveau décret du 12 janvier 1867 réorganisait l'Église protestante unie d'Algérie, instaurait une stricte parité entre les membres des deux confessions, instituait trois consistoires mixtes à Alger, Oran et Constantine, des paroisses mixtes et des paroisses réformées ou luthériennes.
Après le désastre de 1870 et le traité de Francfort de 1871, les pasteurs luthériens d'Algérie furent placés sous l'autorité de la commission exécutive du Synode général de l'Église de la Confession d'Augsbourg, créés à Paris par la loi du 1er août 1879, mais le caractère mixte de l'Église protestante d'Algérie fut maintenu. Il ne devait disparaître qu'en 1908, à la suite de la loi de séparation des Églises et de l'État étendue à l'Algérie par le décret du 27 septembre 1907. Les trois consistoires mixtes d'Algérie disparurent, six paroisses luthériennes se rattachaient au consistoire luthérien de Paris, les paroisses réformées adhéraient aux trois Unions réformées. Elles ne se réunirent qu'en 1938, pour former la XVIe circonscription de l'Église réformée de France, les luthériens étant absorbés par celle-ci.

## L'Organisation
À la fin du Second Empire il y avait en Algérie trois paroisses mixtes à Alger, Oran et Constantine, quatre paroisses réformées à Mostaganem, Tlemcen, Philippeville/Skikda et Aïn Arnat et cinq paroisses luthériennes à Blida, Cherchell, Douéra, Bône/Annaba et Guelma. Elles étaient regroupées en trois consistoires mixtes, Alger, Oran et Constantine. Les huit pasteurs luthériens (sur seize en tout) relevaient du Directoire de l'Église de la Confession d'Augsbourg, séant à Strasbourg.

### Paroisses
Les douze paroisses protestantes d'Algérie étaient administrées par des conseils presbytéraux, élus au suffrage paroissial et composés à parts égales de membres des deux confessions. Lorsqu'il y avait deux pasteurs dans une même paroisse, l'un devait être réformé, l'autre luthérien (c'était le cas à Alger, Oran et Constantine). L'administration de ces paroisses était soumise à l'autorité du consistoire dans la circonscription duquel elles étaient implantées. Les paroisses luthériennes dépendaient en outre du contrôle du Directoire de Strasbourg. Celles-ci étaient principalement desservies par des pasteurs alsaciens.

### Consistoires
Les trois consistoires d'Algérie étaient composés de tous les pasteurs en fonction dans la province et d'un nombre double de laïques élus par les conseils presbytéraux, « pris par moitié dans les deux cultes ». Ils devaient être présidés en alternance, année après année, par l'un des pasteurs du chef-lieu de chacune des deux communions.
Les membres laïcs des consistoires ont été, pendant tout le XIXe siècle, des notables d'origine française ou étrangère, majoritairement réformés jusqu'en 1867, issus de l'armée, de l'administration, de la magistrature, du corps consulaire, du corps médical et du négoce. Parmi les principaux d'entre eux ,siégeant au consistoire d'Alger, nous trouvons le général baron de Chabaud-Latour, le général de Vivès, l'interprète militaire principal Frédéric Schousboé, le conseiller à la cour d'appel d'Alger Thomas Brown, le médecin originaire de Brunswick Charles Wolters, le directeur de l'école de médecine et de pharmacie d'Alger Edmond Bruch, le Trésorier-payeur-général d'Alger, Julien Chevallier, Johann Honsz, consul des villes libres et hanséatiques, Eugène Joly, consul de Suisse, mais aussi les consuls de Prusse, des Pays-Bas, d'Angleterre et de Russie. Dans les consistoires d'Oran et de Constantine nous retrouvons un panel semblable, quoique moins prestigieux.

## Le corps pastoral
Le corps pastoral algérien, dont le recrutement fut difficile, provenait d'Europe et était composé essentiellement de jeunes théologiens encore sans expérience réelle, sinon parfois celle d'un court vicariat. Il comportait deux éléments : des ministres réformés, originaires du midi de la France ou de Suisse, formés principalement par les Facultés de théologie protestante de Montauban, Genève, Lausanne et plus rarement de Strasbourg et des pasteurs luthériens issus d'Alsace et du pays de Montbéliard, ayant étudié à la Faculté de théologie protestante de Strasbourg. Souvent ils ne faisaient qu'un passage en Algérie avant d'obtenir un poste en métropole. Certains d'entre eux cependant s'installèrent définitivement en Afrique et y réalisèrent un long et fructueux ministère. Le plus remarquable fut l'alsacien Jacques Timothée Dürr, décédé à Alger en 1876. Mais d'autres figures distinguées peuvent également être rappelées, comme celles de Louis Liebich, poète et dialectologue de renom mort à Oran en 1910, Antoine Astier, membre du conseil général du département d'Oran, puis vice-président de cette assemblée, mort à Mostaganem en 1899, Frédéric Müller, président alternatif du consistoire d'Alger, décédé à Alger en 1891 et Michel Krieger, président alternatif du consistoire d'Oran, décédé en cette ville courant 1898. 

## Mission
L'Église protestante unie d'Algérie avait pour mission essentielle de desservir les colons européens sur les plans spirituel et cultuel, de les regrouper en communautés viables et de les administrer. Dès le départ, vu le petit nombre de protestants en Algérie et leur dispersion, le gouvernement n'avait pas voulu étendre à la colonie la législation des cultes alors en vigueur en France et avait donc décidé de regrouper les deux confessions réformée et luthérienne.
Par contre le Gouvernement général de l'Algérie veillait à faire respecter les clauses de la capitulation d'Alger, notamment celle de respecter la religion musulmane et s'opposait donc à toute entreprise de prosélytisme auprès des populations arabe ou kabyle. L'Église protestante unie dut donc renoncer à toute tentative d'évangélisation de la population indigène, laissant ce soin à diverses sociétés de mission françaises et étrangères, surtout actives en Kabylie après 1880.
Elle créa cependant différentes œuvres, dont des écoles privées protestantes  qui pour certaines furent ensuite communalisées, des bibliothèques paroissiales et un important orphelinat de garçons et de filles à Dély-Ibrahim, dans la banlieue d'Alger, qui accueilli également des orphelins musulmans après la grande famine de 1868.